# Sowieci
Sowieci – określenie dotyczące mieszkańców ZSRR, a przede wszystkim funkcjonariuszy reżimu komunistycznego tego państwa.
Określenie to wywodzi się od rosyjskiego słowa sowiet, po polsku „rada”. Nazwę Imperium Rosyjskie po rewolucji październikowej zastąpiono nazwą ros. Союз Советских Социалистических Республик, co w dosłownym tłumaczeniu na język polski brzmi – Związek Radzieckich (Sowieckich) Socjalistycznych Republik.

## Historia
W 1917 roku w Rosji władzę przejęły rady (ros. sowiety), które władały na poziomie gmin. Najwyższą władzę w państwie stanowił Sownarkom (skrót od rosyjskiej nazwy Rada Komisarzy Ludowych). Stąd też wywiodła się nazwa państwa rządzonego przez takie rady (sowiety), a także funkcjonujące w całym zachodnim świecie określenie obywateli tego państwa, nazywanych od tej pory „Sowietami”.
Słowo „Sowieci” zastąpiło używane wcześniej i popularne w Polsce określenie „Moskale”, które nie odnosiło się do ideologii komunistycznej. Analogicznie sprawa się miała z pejoratywnym odczuciem wywoływanym przez oba wyrażenia. Narody zagrożone imperializmem najpierw Rosji carskiej, a następnie ZSRR nabrały w sposób naturalny dystansu do agresywnego sąsiada, a same słowa, mające rosyjską etymologię i o pierwotnie neutralnym emocjonalnie charakterze, zyskały negatywne znaczenie.
W okresie Polski Ludowej stosowanie przymiotnika sowiecki miało wymiar polityczny. Forma ta była bowiem używana przed II wojną światową, a następnie w prasie emigracyjnej oraz publikacjach drugiego obiegu, a zatem według władz komunistycznych była nacechowana pejoratywnie. Starano się więc wyprzeć ją z języka polskiego, wprowadzając synonim – radziecki.
Należy tu wspomnieć, że formę sowiecki oficjalnie stosowano do 1947 roku w Polsce Ludowej. Także w Manifeście PKWN.
Forma radziecki już dawniej była używana w Polsce, ale w odniesieniu do rad miejskich i sądów. W takim też znaczeniu odnajdujemy ją w Powszechnym Atlasie Geograficznym Eugeniusza Romera. Na tej podstawie została zaproponowana w miejsce rusycyzmu sowiecki w 1934 roku przez sowietologa Wiktora Sukiennickiego.
Do koncepcji Sukiennickiego powrócono z racji politycznych w PRL, wypierając formę sowiecki, niosącą „niepożądany wydźwięk” – sygnalizujący dystans lub wrogość wobec ZSRR. Na straży respektowania takiej „poprawności” stała cenzura.

Dyskusja dotycząca funkcjonowania w języku polskim określenia „sowiecki” i jego zamiennika „radziecki” trwała ze szczególnym nasileniem w emigracyjnym środowisku literackim w czasie istnienia PRL-u. Zdecydowanym przeciwnikiem wprowadzanego przez komunistyczne władze siłą przymiotnika „radziecki” był Wojciech Wasiutyński. Marek Jan Chodakiewicz, wspominający rozmowę przeprowadzoną z Wasiutyńskim tuż przed jego śmiercią, konstatuje: 

Słowo „radziecki”, w języku polskim jest sztuczne i było narzucone przemocą, a jego obieg i popularyzację gwarantowała brutalna cenzura komunistyczna. Do dziś jest symbolem zniewolenia umysłów. Używać słowa „radziecki” to tak, jak pisać o 17 września 1939 roku czy 22 lipca 1944 roku jako o dacie wyzwolenia.

Po roku 1989 na polskim rynku wydawniczym zaszły zmiany terminologiczne w niektórych publikacjach. W korespondencji od redaktorów „Wojskowego Przeglądu Historycznego” do Marka Jana Chodakiewicza napisano: 

„Wracamy do tradycji Polski niepodległej. Nie ma powodu, aby nadal stosować komunistyczną terminologię”.

 W tekście przesłanym do druku redaktorzy zmienili zapisane w rękopisie autora słowo „radziecki” na „sowiecki”.
Oba synonimiczne wyrazy są współcześnie uważane za prawidłowe. Słowo „sowiecki” wpisało się na trwałe w historię i literaturę światową wraz ze swoimi wszystkimi odcieniami emocjonalnymi i znaczeniowymi; jest równoprawne ze słowem „radziecki”.
W czasach PRL-u używane było też określenie „Radzianie”, zwłaszcza przez funkcjonariuszy partyjnych.

## Opinie językoznawców
Polski językoznawca Witold Doroszewski tak oto wypowiadał się na temat funkcjonującego w języku polskim określenia sowieci:

Sowieci jest już zupełnie rozpowszechniona w języku polskim jako określenie obywateli Związku Sowieckiego.

Mirosław Bańko w swojej publikacji Inny słownik języka polskiego PWN (tom 2) podaje taką definicję wyrazu Sowieci:

Sowieci to obywatele byłego ZSRR. Słowo dzisiaj potoczne, wyrażające niechęć, czasem pisane małą literą.